# فان هوك (داكوتا الشمالية)
فان هوك (بالإنجليزية: Van Hook, North Dakota)‏ هي مدينة أشباح تقع في الولايات المتحدة في مقاطعة مونتريل، داكوتا الشمالية.